# Evi Zamperini Pucci
(Evi Zamperini Pucci, Prefazione a Lezioni di Ikebana, Görlich, Milano, 1966.)
Evelina Pucci (nota anche come Evi Zamperini Pucci) (Trapani, 12 agosto 1924 – Pavia, 21 dicembre 2016) è stata una scrittrice italiana, esperta di ikebana.

## Biografia
Evelina Pucci nasce a Trapani da Stefano (1895-1955) - ufficiale pilota decorato al valore durante la prima guerra mondiale, avvocato e in seguito, dal 1932 al 1933, Segretario federale del Partito Nazionale Fascista di Trapani - e da Sara Laudicina (1901-93), seconda di cinque figli. Sorella di Elda Pucci e cugina della pittrice Carla Accardi.

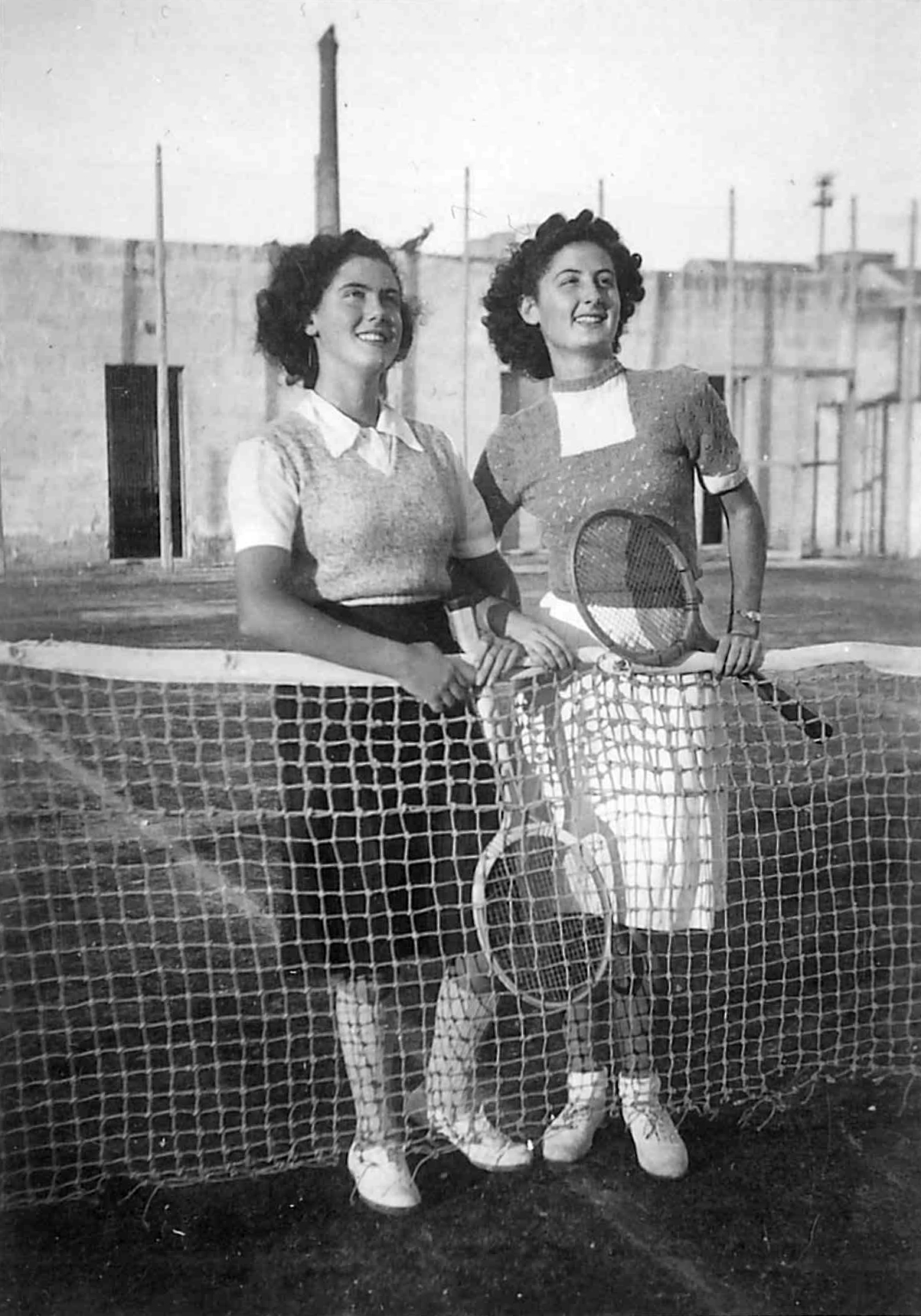
Evelina Pucci con la sorella Elda su un campo da tennis nei primi anni '40

Nel settembre 1942 - assieme alla sorella Elda - partecipa alle gare di tennis del VII Campionato nazionale femminile della G.I.L., risultando sconfitta nelle fasi eliminatorie.
Dopo gli studi al Liceo Ximenes di Trapani, conosce a Erice, durante la seconda guerra mondiale, Arnaldo Zamperini (1911-1993) - ingegnere e ufficiale della Regia Marina Militare, che nel dopoguerra raggiungerà il grado di Ammiraglio ispettore capo delle Armi Navali - che sposa il 25 novembre 1945 dopo aver raggiunto la maggiore età, e con il quale ha un figlio al quale danno il nome Gladio (1946-2014).
L'alternarsi degli incarichi professionali del marito porta a spostare ripetutamente la residenza della famiglia: Messina (1945), Taranto (1945-46), Venezia (1946-47, dove nasce il figlio), Milano (1947-50), La Spezia (1950-53), Genova (1953-56), Taranto (1956-57), Roma (1957-60), ancora La Spezia (1960-63), ancora Milano (1963-71).
Durante la permanenza a Roma frequenta il corso di specializzazione in composizione Ikebana tenuto da Florence Mergé presso l'ISMEO (Istituto per il Medio ed Estremo Oriente).
Notata la mancanza di testi sull'ikebana in lingua italiana, in seguito al trasferimento a Milano si propone all'editore Görlich per tradurre dei testi dall'inglese o dal francese; l'editore la invita invece a scriverne uno: nasce così Composizioni floreali ikebana (scritto con Gigliola Magrini e pubblicato anche in traduzione francese e spagnola), nel quale la tecnica della composizione floreale ikebana è illustrata attraverso le composizioni di Florence Mergé e della stessa Evi Zamperini Pucci.
Nel 1966 pubblica Lezioni di ikebana (primo libro interamente scritto da lei e illustrato prevalentemente da sue composizioni). In esso illustra la storia ed i significati simbolici e rituali dell'ikebana, gli strumenti e le tecniche per praticarla e per prolungare la vita dei fiori recisi; la parte predominante è però dedicata all'insegnamento metodico degli stili della composizione floreale.
Negli anni 1965-68 frequenta presso la sezione lombarda dell'ISMEO un corso triennale al termine del quale ottiene il Diploma di Lingua Giapponese; successivamente approfondisce i suoi studi di ikebana presso la Scuola Ikenobo di Tokio.
Nel 1970 pubblica Alfabeto ikebana, nel quale spiega il significato simbolico e mostra le possibilità d'uso delle varie specie di fiori (illustrati nel testo secondo l'ordine alfabetico) all'interno delle composizioni ikebana.
Il 1972 è invece l'anno di Fiori sulla tavola - un manuale sull'impiego dei fiori per ornare le tavole imbandite - e Arte floreale ikebana pubblicato con l'editore De Agostini e tradotto in francese ed inglese.
Nel 1976 pubblica una serie di schede sull'ikebana nel primo volume (dedicato ai fiori) dell'enciclopedia Fiori e verde, diretta da Giorgio Voghi e pubblicata in edicola a dispense dalla Rizzoli.
(“Il floricultore. Rassegna della floricultura italiana”, Agrital editrice, Milano, n° 4, anno XII, aprile 1975)

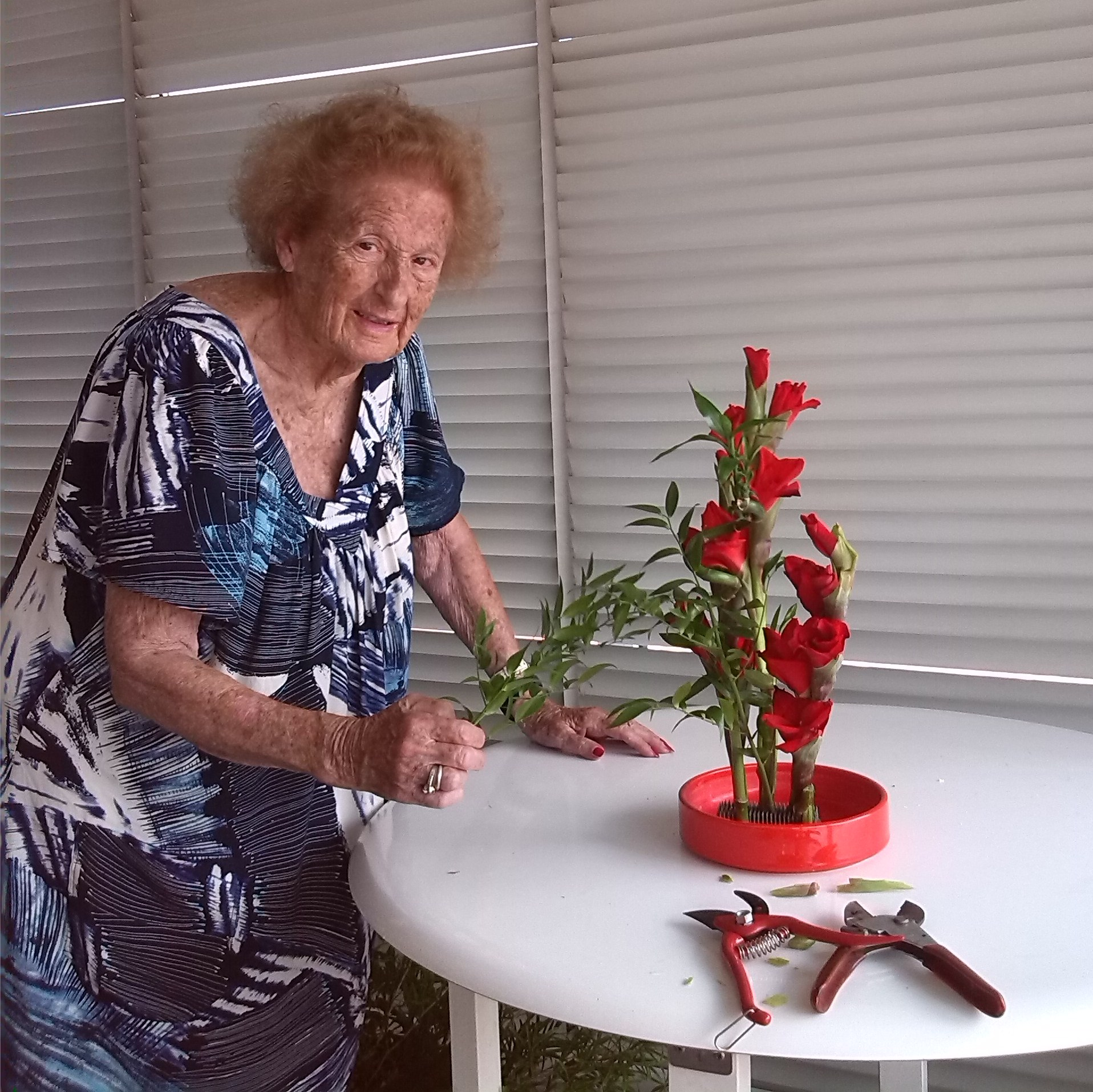
Evi Zamperini Pucci ritratta mentre compone un ikebana per la festa del suo novantesimo compleanno

Dagli anni sessanta agli ottanta ha inoltre fatto mostre personali di ikebana, partecipato a conferenze, fatto parte di giurie di concorsi di composizione floreale, scritto articoli su periodici femminili (Gioia, Annabella ed altri) o specializzati (tra i quali Il floricultore. Rassegna di floricultura italiana, Tempo verde. Fiori, piante, erbe in casa e all'aperto, Piante in casa), pubblicando anche cicli di inserti sull'Ikebana.
Evi Zamperini Pucci ha inoltre svolto a Milano una lunga attività di insegnamento dell'ikebana - interrotta solo nel 1992, quando divenne assistente personale della sorella Elda al Parlamento europeo - contribuendo in maniera decisiva alla diffusione in Italia di questa tecnica di composizione.
Ha trascorso gli ultimi anni della sua vita dividendosi tra La Spezia, Milano, Pavia e Palermo.

## Opere
- Composizioni floreali ikebana, Görlich Editore, Milano, 1964 (con Gigliola Magrini, composizioni di Florence Mergé ed Evi Zamperini Pucci);
- Ikebana. L'attangement des fleurs au Japon, Société Française du livre, Paris, 1964 (composizioni di Florence Mergé ed Evi Zamperini Pucci);
- Lezioni di Ikebana. Corso breve e completo sull'arte delle composizioni floreali secondo gli stili giapponesi, Görlich Editore, Milano, 1966;
- Alfabeto ikebana, Görlich Editore, Milano, 1970;
- Fiori sulla tavola, Görlich Editore, Milano, 1972;
- Arte floreale ikebana, Istituto Geografico De Agostini, Novara, 1972;
- Japanese Flower Arranging, Orbis Book, London, 1973 (introduzione di Georgie Davidson) ISBN 9780856131394;
- Ikebana. L'art du bouquet japonais, Grange Batelière, Paris, 1973.